# 金鹤新城
金鹤新城是位于中國上海市嘉定区江桥镇的一個居住區，這一居住區內聚集著廉租住房、公共租赁住房、经济适用住房和动迁配套房，也是上海市人民政府主导的动迁配套房住宅區。金鹤新城占地160.4公顷，规划人口规模5.2万人。
金鹤新城始建于2004年3月。截至2011年3月，金鹤新城签约入住人数约2.8万人，动迁入住居民主要来自虹口、闸北、普陀等6个上海市中心城区。